# جاستین پرنتیس
جاستین پرنتیس (انگلیسی: Justin Prentice؛ زادهٔ ۲۵ مارس ۱۹۹۴) هنرپیشه اهل ایالات متحده آمریکا است. وی از سال ۲۰۱۰ میلادی تاکنون مشغول فعالیت بوده‌است.
از فیلم‌ها یا برنامه‌های تلویزیونی که وی در آن نقش داشته‌است می‌توان به تری، ۱۳ دلیل برای اینکه اشاره کرد.